# Консервна банка (фільм)
Консервна банка (Tin Can) — канадський науково-фантастичний фільм жахів 2020 року режисера Сета А. Сміта.

## Про фільм
Світ зіштовхується зі смертельною чумою, надія людства на лікування покладається на вчену, яка прокидається в металевій камері.
Вона відчайдушно намагається втекти зі своєї замкнутої камери, щоб врятувати останню частину людства.
Результати зусиль виявляються суперечливими.

## Знімались
| Актор           | Роль                |
| --------------- | ------------------- |
| Анна Гопкінс    | Фрет                |
| Майкл Айронсайд | Вейн                |
| Шеллі Томпсон   | дикторка новин      |
| Тейлор Олсон    | лабораторний технік |